# عدنان النحوي
الدكتور عدنان علي رضا النحوي ،(1346- 1436 هـ/ 1928- 2015 م) داعية إسلامي له مؤلفات في العمل الإسلامي ونظريات في التغيير والإصلاح، وأديب وناقد فلسطيني، سعودي الجنسية، ومهندس اتصالات خبير.

## سيرته
ولد عدنان علي رضا النحوي في صفد بفلسطين، عام 1346هـ/ 1928م، لأسرة كريمة النِّجار، ونشأ في بيت علم وأدب برعاية والده الوجيه المجاهد، وحفظ القرآن الكريم في وقت مبكِّر، وحصل على شهادة دبلوم في التربية والتعليم وأصول التدريس من دار المعلِّمين بالقدس.
ثم يمَّم شطرَ مصرَ فدرس هندسة الاتصالات الكهربائية ونال منها البكالوريوس، ثم تابع دراسته في الولايات المتحدة الأمريكية لينال منها شهادتي الماجستير والدكتوراه.
عمل مدرسًا في سورية والكويت، ومديرًا لإذاعة حِمص في سورية، ومديرًا للمشاريع الإذاعية في وِزارة الإعلام السعودية، وسُمِّيَ مستشارًا فنيًّا لوكالة الأنباء الإسلامية.
أنشأ «دار النحوي للنشر والتوزيع بالرياض» وأصدر فيها مؤلفاته التي زادت على مئة وثلاثين كتابًا، في قضايا الفكر الإسلامي، وبيان المنهج الشرعي للتمكين، وقضايا الأدب الإسلامي والنقد الأدبي، إضافةً إلى دواوينه وملاحمه الشعرية.
وهو عضوٌ في عدد من الجهات الأدبية والثقافية والمهنية مثل: «معهد المهندسين الكهربائيين في إنجلترا»، و«مركز الأبحاث والدراسات الإسلامية في الأردن»، و«الهيئة العربية العليا بفلسطين»، ورابطة أدباء الشام، واتحاد الناشرين العرب، وجمعية الناشرين السعوديين، وعضو مؤسس في رابطة الأدب الحديث بالقاهرة، ورابطة الأدب الإسلامي العالمية.

## وفاته
توفي بمدينة الرياض في المملكة العربية السعودية ليلة الاثنين 21 من ربيع الأول 1436 هـ الموافق 12 يناير (كانون الثاني) 2015م.